# Tour de Cologne 2006
Le Tour de Cologne 2006 (Rund um Köln) s'est disputé le 17 avril 2006 et a vu la victoire de l'Allemand Christian Knees qui est arrivé légèrement détaché du reste des coureurs.

## Classement
- 1e: Christian Knees  4.52.53
- 2e: David Kopp  5"
- 3e: Kai Reus  8"
- 4e: Robert Gesink  12"
- 5e: André Korff  1.48.
- 6e: Leonardo Giordani  m.t.
- 7e: Luke Roberts    1.59.
- 8e: Evert Verbist   m.t.
- 9e: Stephan Schreck   m.t.
- 10e: Andreas Matzbacher  m.t.